# Ducunt volentem fata, nolentem trahunt
Ducunt volentem fata, nolentem trahunt (у перекладі з лат. — Охочого доля веде, небажаючого — тягне) — фраза, вперше висловлена грецьким філософом-стоїком Клеанфом, згодом переведена Сенекою, римським представником стоїцизму («Моральні листи до Луцилія», 107,11):
Найкраще перетерпіти те, що ти не можеш виправити, і, не нарікаючи, сприяти богу, з чиєї волі все відбувається. Поганий солдат, який іде за полководцем зі стогоном. (107, 9) … Будемо звертатися до Юпітера, що його годівниця спрямовує цю громадину, з тими ж словами, що наш Клеанф у своїх красномовних віршах…:
Володар неба, мій батько, веди мене
Куди захочеш! Йду не зволікаючи,
На все готовий. А не захочу — тоді
Зі стогонами йти доведеться грішному,
Терплячи все те, що зазнав би праведним.
Покірних доля веде, вабить норовливого.
(Переклад С. Ошерова).
Стоїки уявляли людей частинками вселенського тіла, в якому все взаємопов'язано і є доцільним. Звідси випливало чітке уявлення про те, як потрібно жити: «як палець або око: робити свою справу і радіти, що вона необхідна світовому тілу. Можливо, наш палець і незадоволений тим, що йому доводиться робити грубу роботу, можливо, він і вважав би за краще бути оком — що з того? Добровільно чи недобровільно він залишиться пальцем і робитиме все, що повинен. Так і люди перед обличчям світового закону — долі. „Хто хоче, того доля веде, хто не хоче, того тягне“, — говорить стоїчна приказка. „Що тобі дала філософія?“ — запитали стоїка; він відповів: „Я з нею роблю залюбки те, що без неї я б робив силоміць“. Якби палець міг думати не про свою грубу роботу, а про те, як він потрібен людині, палець був би щасливий; нехай же буде і щаслива людина, зливаючи свій розум і свою волю з розумом і законом світового цілого».
Стоїк Клеанф висловив [шлях, яким йшла філософія за всіх часів] у словах, що набули широкої популярності завдяки Сенеці та Цицерону: «fata volentum ducunt, nolentum trahunt»… Свобода у філософії й античній, і середньовічній, і новітній не є свобода керувати дійсністю, а лише свобода так чи інакше розцінювати її: хто підкоряється необхідності, того доля веде, хто не підкоряється, хто приймає необхідність несвідомо, того вона тягне насильно.:
Стоик Клеанф выразил [путь, каким шла философия во все времена] в словах, приобретших широкую известность благодаря Сенеке и Цицерону: «fata volentum ducunt, nolentum trahunt»… Свобода в философии и античной, и средневековой, и новейшей не есть свобода распоряжаться действительностью, а лишь свобода так или иначе расценивать её: кто покоряется необходимости, того судьба ведёт, кто не покоряется, кто принимает необходимость невольно, того она тащит насильно.
Якщо хочеш свободи, треба задовольнитися стоїчним «fata volentum ducunt, nolentum trahunt»: людина повинна цінувати тільки те, що в її владі (можливе), і бути байдужою до всього, що не в її владі (неможливе). Знання того що є можливе і неможливе, дає нам розум.:
Если хочешь свободы, нужно удовлетвориться стоическим «fata volentum ducunt, nolentum trahunt»: человек должен ценить только то, что в его власти (возможное), и быть равнодушным ко всему, что не в его власти (невозможное). Знание в том, что возможно и невозможно, даёт нам разум.